# Pallo-Iirot
Pallo-Iirot är en fotbollsklubb från Raumo i Finland. Klubben grundades 1930 som Iirot. Från 1969 till 1981 spelade klubben under namnet Hakrit. Båda namnen är inspirerade av dialektförfattaren Hj. Nortamos produktion. 
Pallo-Iirot spelar säsongen 2013 i den tredje högsta serien i landet, Tvåan. Lagets hemmaarena är Äijänsuo Stadion. 
Klubben har också spelat två säsonger i Finska Mästerskapsserien i bandy, 1946 och 1948.

## Kända spelare
- Iiro Aalto
- Daniel Antúnez
- Risto Puustinen
- Ari Valvee